# Nolina
Nolina is een geslacht uit de aspergefamilie. De soorten komen voor in Mexico en het zuiden van de Verenigde Staten.

## Soorten
- Nolina arenicola
- Nolina atopocarpa
- Nolina azureogladiata
- Nolina beldingi
- Nolina bigelovii
- Nolina brittoniana
- Nolina cespitifera
- Nolina cismontana
- Nolina durangensis
- Nolina erumpens
- Nolina excelsa
- Nolina georgiana
- Nolina greenei
- Nolina hibernica
- Nolina humilis
- Nolina interrata
- Nolina juncea
- Nolina lindheimeriana
- Nolina matapensis
- Nolina micrantha
- Nolina microcarpa
- Nolina nelsonii
- Nolina palmeri
- Nolina parryi
- Nolina parviflora
- Nolina pumila
- Nolina rigida
- Nolina texana